# Tillandsia brealitoensis
Tillandsia brealitoensis es una especie de planta epífita del género  Tillandsia, de la  familia de las bromeliáceas.  Es originaria de Argentina. 

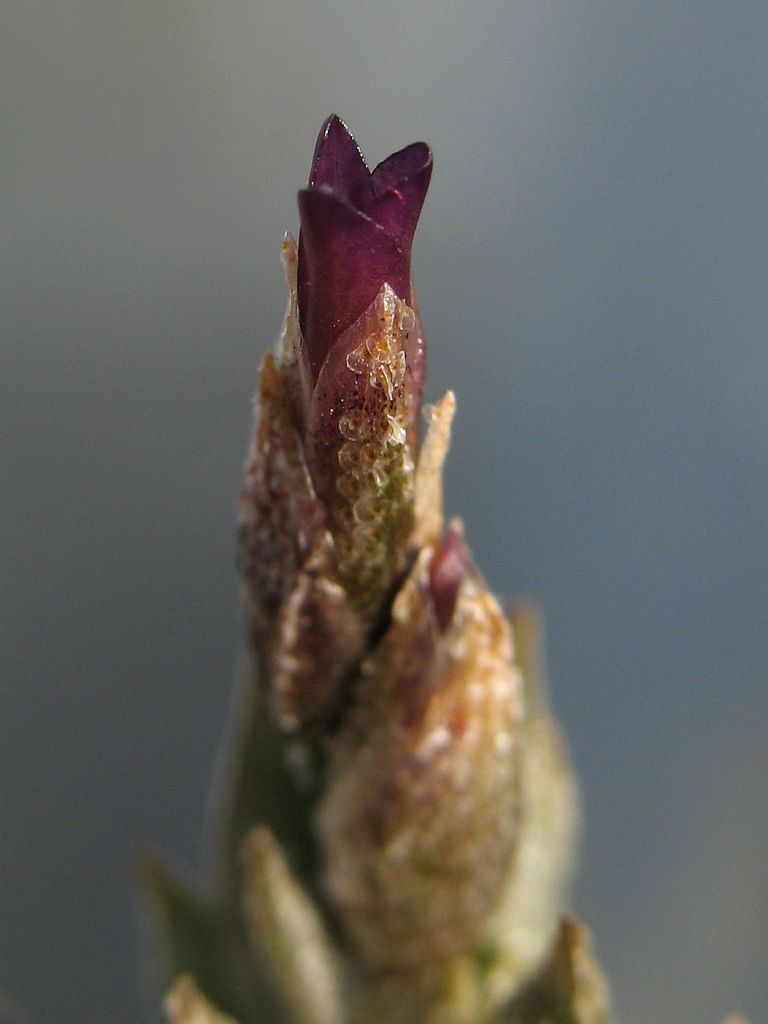
Detalle

## Taxonomía
Tillandsia brealitoensis fue descrita por Lieselotte Hromadnik y publicado en Plant Systematics and Evolution 147: 280, f. 5a–f. 1984.
Etimología
Tillandsia: nombre genérico que fue nombrado por Carlos Linneo en 1738 en honor al médico y botánico finlandés Dr. Elias Tillandz (originalmente Tillander) (1640-1693).
brealitoensis: epíteto